# Matlacha Isles-Matlacha Shores
Matlacha Isles-Matlacha Shores es un lugar designado por el censo ubicado en el condado de Lee en el estado estadounidense de Florida. En el Censo de 2010 tenía una población de 229 habitantes y una densidad poblacional de 185,36 personas por km².

## Geografía
Matlacha Isles-Matlacha Shores se encuentra ubicado en las coordenadas 26°37′46″N 82°3′31″O / 26.62944, -82.05861. Según la Oficina del Censo de los Estados Unidos, Matlacha Isles-Matlacha Shores tiene una superficie total de 1.24 km², de la cual 0.53 km² corresponden a tierra firme y (57.44%) 0.71 km² es agua.

## Demografía
Según el censo de 2010, había 229 personas residiendo en Matlacha Isles-Matlacha Shores. La densidad de población era de 185,36 hab./km². De los 229 habitantes, Matlacha Isles-Matlacha Shores estaba compuesto por el 98.25% blancos, el 0% eran afroamericanos, el 0.44% eran amerindios, el 1.31% eran asiáticos, el 0% eran isleños del Pacífico, el 0% eran de otras razas y el 0% pertenecían a dos o más razas. Del total de la población el 3.49% eran hispanos o latinos de cualquier raza.